# Australian Open 2004
L'Australian Open 2004 è stata la 92ª edizione dell'Australian Open e prima prova stagionale dello Slam per il 2004. Si è disputato dal 19 gennaio al 1º febbraio 2004 sui campi in cemento del Melbourne Park.

## Risultati

### Singolare maschile
Roger Federer ha battuto in finale  Marat Safin con il punteggio di 7–6(3), 6–4, 6–2

### Singolare femminile
Justine Henin-Hardenne ha battuto in finale  Kim Clijsters con il punteggio di 6–3, 4–6, 6–3

### Doppio maschile
Michaël Llodra /  Fabrice Santoro hanno battuto in finale  Bob Bryan /  Mike Bryan con il punteggio di 7–6(4), 6–3

### Doppio femminile
Virginia Ruano /  Paola Suárez hanno battuto in finale  Svetlana Kuznecova /  Elena Lichovceva con il punteggio di 6–4, 6–3

### Doppio misto
Elena Bovina /  Nenad Zimonjić hanno battuto in finale  Martina Navrátilová /  Leander Paes con il punteggio di 6–1, 7–6(3)

## Junior

### Singolare ragazzi
Gaël Monfils ha battuto in finale  Josselin Ouanna con il punteggio di 6–0, 6–3

### Singolare ragazze
Shahar Peer ha battuto in finale  Nicole Vaidišová con il punteggio di 6–1, 6–4

### Doppio ragazzi
Scott Oudsema /  Brendan Evans hanno battuto in finale  David Galić /  David Jeflea con il punteggio di 6–1, 6–1

### Doppio ragazze
Chan Yung-jan /  Sheng-Nan Sun hanno battuto in finale  Veronika Chvojková /  Nicole Vaidišová con il punteggio di 7–5, 6–3